# Stephen Gopey
Stephen Micheal Gopey (15 gennaio 2000) è un calciatore nigeriano, attaccante del Milsami Orhei.

## Carriera
Ha giocato nella massima serie nigeriana con le maglie di Lobi Stars, Rivers United e Wikki Tourists, esordendo anche nelle competizioni continentali per club.
Nell'estate del 2021 firma con gli ucraini dell'Inhulec'.
Nell'estate del 2024 va a giocare nella prima divisione moldava al Milsami Orhei, con cui nella stagione 2024-2025 vince il campionato moldavo.

## Palmarès

### Club

#### Competizioni nazionali
- Perša Liha: 1

Inhulec': 2023-2024
- Campionato moldavo: 1

Milsami Orhei: 2024-2025